# Kenge
Kenge est une localité, chef-lieu de la province du Kwango en république démocratique du Congo.
L’origine du nom de Kenge vient de Muni Kenge, une monarchie qui se situe sur la route Kenge 1 vers Kenge 2 avant la rivière Wamba. Kenge 2 était la première localité administrative, après l’avoir délocalisé vers l’actuel 'Kenge' automatiquement l’ancienne localité administrative prend le nom de Kenge 2 et la nouvelle Kenge 1 autrement appelée Mavula, qui veut dire « agglomération » ; les natifs de Kenge l’appellent aussi Mozande.

## Géographie
La localité est située sur la route nationale 1 à 264 km à l'est de Kinshasa. Quelques kilomètres à l'ouest se trouve à 12 km la ville de Kenge 2. La ville de Kenge a seulement 3 sorties et 3 entrées sur route : 1 la nationale 1 ; 2 la route qui mène vers Musamba, Tembo, Kahemba ; 3 la route qui mène vers Kenge 2, Dinga, Popokabaka.

## Histoire
En mai 1997 se déroule la bataille de Kenge lors de la première guerre du Congo. Les rebelles de l'Alliance des forces démocratiques pour la libération du Congo soutenus par le Front patriotique rwandais attaquent les défenses des forces armées zaïroises (FAZ) fidèles au président Mobutu Sese Seko.

## Administration
La ville de Kenge est divisée en cinq communes de moins de 80 000 électeurs :
- Cinq Mai, (7 conseillers municipaux)
- Laurent Désiré Kabila, (7 conseillers municipaux)
- Manonga, (7 conseillers municipaux)
- Masikita, (7 conseillers municipaux)
- Mavula, (7 conseillers municipaux)

## Société
Avec sa cathédrale Bienheureuse Anuarite, la ville est le siège du diocèse catholique de Kenge. Erigé en 1963, il dépend de l'Archidiocèse de Kinshasa. La ville compte trois paroisses catholiques, Saint-Esprit fondée en 1959, Notre-Dame de la Paix fondée en 1975, Mwense Anuarite fondé en 1985.

## Population
Le dernier recensement date de 1984, l'accroissement annuel de la population est estimé à 2,55,.
| 1984   | 2004   | 2012   |
| ------ | ------ | ------ |
| 19 900 | 36 572 | 44 743 |

## Éducation
La ville abrite la seule université de la province :
- Université du Kwango, UNIK[réf. souhaitée]

## Santé
La localité est dotée d'un hôpital général d'une capacité d’accueil de 130 à 150 malades[réf. souhaitée].

## Transport
La ville est desservie par un terrain d'aviation[réf. souhaitée].

## Culture
Kenge est reconnu au niveau mondial grâce au groupe Petits Chanteurs et Danseurs de Kenge en sigle PCDK fondé par un prêtre catholique de nationalité belge qui s´appelait Bernard Van de Boom, il a vendu la culture du Kwango en Europe après une tournée européenne vers les années 1966-67.